# Dream Theater (album)
Dream Theater – dwunasty album studyjny amerykańskiego zespołu progresywno metalowego Dream Theater wydany przez wytwórnię Roadrunner 23 września 2013 roku w Europie oraz dzień później w USA.

## Historia i kompozycja
Wstępna praca nad albumem rozpoczęła się podczas trasy koncertowej promującej album A Dramatic Turn of Events w kwietniu 2012 roku, kiedy zespół nagrywał pomysły, które wypłynęły podczas prób akustycznych oraz materiał skomponowany przez Johna Petrucciego. Pierwsze sesje w studiu nagraniowym miały miejsce w styczniu 2013 roku w Cove City Sound Studios w Glen Cove w stanie Nowy Jork gdzie zespół nagrał swój poprzedni album. Nagrywanie materiału zakończone zostało w maju z pomocą Richarda Chyckiego, inżyniera dźwięku, byłego gitarzysty Winter Rose, gdzie funkcję wokalisty pełnił przed dołączeniem do Dream Theater James LaBrie.
Dream Theater jest pierwszym albumem zespołu, w trakcie tworzenia którego Mike Mangini był całkowicie zaangażowany w pracę nad powstawaniem płyty, gdyż na albumie A Dramatic Turn of Events wszystkie partie perkusyjne zaaranżowane były przez Johna Petrucciego.
Na albumie znajdują się dwa instrumentale, które umieszczone na płycie zostały po raz pierwszy od wydanego w 2003 roku Train of Thought. Dream Theater zawiera także dwie kompozycje nagrane wspólnie z sekcją smyczkową dyrygowane i zaaranżowane przez Erena Başbuğa.

## Wydanie
Album wydany został 23 września 2013 w Europie oraz 24 września w Stanach Zjednoczonych. Pierwszy singel z płyty – "The Enemy Inside", upubliczniony został przez USA Today 5 sierpnia. Drugi singel, "Along For The Ride" wydany został miesiąc później. Na tydzień przed premierą płyty, 16 września magazyn Rolling Stone umieścił cały utwór do odsłuchania na swojej stronie internetowej. Album wydany został w zwykłej edycji CD, podwójnym CD + DVD oraz na podwójnym winylu

## Odbiór
Dream Theater uzyskał powszechne uznanie krytyków muzycznych. Serwis AllMusic określił go jako „jeden z bardziej dynamicznych” albumów zespołu, doceniając jednocześnie wkład Mike'a Manginiego jako nowego, pełnoprawnego członka zespołu. Magazyn Loudwire wystawił albumowi 4,5 gwiazdek na 5, chwaląc bardzo dobre miksowanie dźwięku oraz kierunek, w którym podąża zespół.
W pierwszy tydzień po wydaniu, album sprzedał się w ilości około 34000 egzemplarzy w Stanach Zjednoczonych, co spowodowało umieszczenie wydawnictwa na 7. miejscu zestawienia Billboard 200, co jest drugim najlepszym osiągnięciem w historii zespołu, które ustępuje jedynie wydaniu Black Clouds & Silver Linings, który to album zajął 6. miejsce. W Polsce Dream Theater sklasyfikowany został na 4. miejscu OLiS.

## Lista utworów
Tekst do wszystkich utworów został napisany przez Johna Petrucciego a muzyka przez Petrucciego, Jordana Rudessa, LaBrie, Johna Myunga oraz Manginiego, wyjątki opisane.
1. „False Awakening Suite“ – 2:42 (instrumental; muzyka: Petrucci, Rudess)
  - „I. Sleep Paralysis” 0:58
  - „II. Night Terrors” 0:45
  - „III. Lucid Dream” 1:03
2. „The Enemy Inside” – 6:17
3. „The Looking Glass” – 4:53
4. „Enigma Machine” (instrumental; muzyka: Petrucci, Rudess, Myung, Mangini) – 6:01
5. „The Bigger Picture” – 7:40
6. „Behind the Veil” – 6:52
7. „Surrender to Reason” (tekst: Myung)- 6:34
8. „Along for the Ride” (muzyka: Petrucci, Rudess) – 4:45
9. „Illumination Theory” – 22:17
  - „I. Paradoxe de la Lumière Noire” (instrumental) – 1:16
  - „II. Live, Die, Kill” – 5:45
  - „III. The Embracing Circle” (instrumental)- 4:09
  - „IV. The Pursuit of Truth” – 4:07
  - „V. Surrender, Trust & Passion” – 7:00

## Twórcy
Dream Theater
- James LaBrie – wokal
- John Petrucci – gitara, wokal wspierający, producent muzyczny
- Jordan Rudess – instrumenty klawiszowe, GeoSynth App, Seaboard
- John Myung – bas
- Mike Mangini – perkusja